# Menandrosz Protektor
Menandrosz Protektor (görög Μένανδρος Προτίκτωρ vagy Προτέκτωρ, ? – 582 után) Maurikiosz bizánci császár uralkodása idején történetíróként dolgozott.

## Élete és műve
A protektor nevet valószínűleg azért kapta, mert a császári testőrség, a protectores domestici tagja volt. Életéről nagyon kevés adat maradt fenn. Családja egyértelműen a képzett polgári elithez tartozott. Szuda-lexikonból ismeretes, hogy először jogot tanult, és valószínűleg költészettel is foglalkozott, amiről egy fennmaradt epigrammája tanúskodik. De az ügyvédi pálya nem vonzotta, tanulmányait abbahagyta. Az élet könnyebbik oldala érdekelte, lóversenyekre és pantomim előadásokra járt, a birkózásban is kipróbálta magát. Teljes anyagi csődbe jutott. A kultúrát pártoló Mauricius császár trónra lépése után kezdett történetírással foglalkozni, Agathiasz bizánci történetíró munkáját folytatta, az 562-től 582-ig tartó időszakot rögzítette. I. Justinianus bizánci császár és I. Huszrau szászánida király között 562-ben létrejött békét Menandrosz pozitívnak értékelte. A bizánci diplomácia működéséről is fontos adatokat közölt. Műveiben sok információt adott azokról a népekről, akikkel a Bizánci Birodalom kapcsolatba került (avarok, türkök, alánok, perzsák). Menandrosz történeti munkájának részleteit a Szuda-lexikon, VII. Kónsztantinosz bizánci császár Excerpta de sententiis és főleg az Excerpta de legationibus írásai őrzik. Munkáját Theophülaktosz Szimokattész folytatta.

## Művei magyarul
- részletek INː (szerk.) Simon Róbert – Székely Magda – Dimitriosz Hadziszː A bizánci irodalom kistükre, Európa Könyvkiadó, Budapest, 1974, ISBN 963-07-0345-9, 73–75 p
- Menandrosz protector töredékei Archiválva 2021. január 28-i dátummal a Wayback Machine-ben; fordította, az utószót és a jegyzeteket írta: Fehér Bence; Magyarságkutató Intézet, Budapest, 2019 (A Magyarságkutató Intézet kiadványai)

## Fordítás
- Ez a szócikk részben vagy egészben  a   Menander Protektor című német Wikipédia-szócikk fordításán alapul.  Az eredeti cikk szerkesztőit annak laptörténete sorolja fel. Ez a jelzés csupán a megfogalmazás eredetét és a szerzői jogokat jelzi, nem szolgál a cikkben szereplő információk forrásmegjelöléseként.